# Ibro Genc
Ibro Genc (7 luglio 1967) è un ex calciatore albanese, di ruolo difensore.

## Carriera

### Club
Nativo di Maliq, frequenta le scuole a Korçë ed inizia a giocare nelle file dello Skënderbeu. Dopo aver giocato nelle squadre giovanili, esordisce in prima squadra con lo Skënderbeu nella prima giornata della massima competizione albanese 1984-1985 (allora chiamata Kategoria e parë) il 9 settembre 1984 (Skenderbeu-Dinamo Tirana 0-1) (Gazeta Sporti Popullor n. 37/1984). Il passaggio alla Dinamo Tirana avviene nella stagione 1985-1986 (nella quale vince il suo primo campionato) giocando 9 partite segnando 1 gol, resta in rosa anche nella stagione 1986-1987; esordisce in Coppa UEFA il 6 novembre 1985 giocando gli ultimi 4 minuti della partita Sporting Lisbona - Dinamo Tirana. Successivamente è titolare nella stagione 1987-1988, nella quale la sua squadra arriva penultima in classifica rischiando anche la retrocessione; in questa stagione Genc realizza 2 reti in 34 incontri disputati, partecipando inoltre anche alla Coppa dei Balcani dove colleziona tre presenze (1 ottobre 1987 Dinamo-Eskisehirspor (Tur) 3-1 giocata a Tirana, 21 ottobre 1987 Corvinul (Rou)-Dinamo 2-0 giocata a Hunedoara ed infine 9 giugno 1988 Dinamo-Corvinul (Rou) 1-1 giocata a Tirana). Nella stagione 1988-1989 grazie anche alle 24 presenze di Genc il club ottiene un terzo posto in classifica e, vincendo la Coppa d'Albania, si qualifica per la successiva edizione della Coppa delle Coppe, nella quale dopo aver battuto con un complessivo 5-3 i bulgari del Černomorec Burgas nel turno preliminare viene eliminata ai sedicesimi di finale per mano dei rumeni della Dinamo Bucarest, che perdono per 1-0 la partita di andata in Albania e vincono per 2-0 la partita di ritorno in Romania (unica presenza 26 settembre 1989 Dinamo Tirana-Dinamo Bucarest 0-2 giocata a Bucarest. Nella stagione 1989-1990, oltre a giocare in Coppa delle Coppe, Genc vince il suo secondo campionato albanese (nel quale gioca 27 partite senza mai segnare) e la seconda Coppa di Albania della sua carriera, oltre alla prima Supercoppa di Albania della sua carriera, grazie alla quale la Dinamo conquista quindi un treble, formato da tutti e tre i titoli nazionali albanesi. La stagione 1990-
1991 è la sua ultima in patria: in questa stagione gioca anche una delle due partite in Coppa dei Campioni (quella disputata a Marsiglia), competizione nella quale il suo club viene eliminata al primo turno dai francesi dell'Olympique Marsiglia con un complessivo 5-1 (5-1 all'andata in Francia, 0-0 al ritorno a Tirana) ed una partita in Supercoppa di Albania, persa dalla sua squadra ai rigori (si conteranno al termine della stagione 24 presenze ed 1 gol).
Nel 1991 si trasferisce in Italia, ai laziali del Civita Castellana, con i quali nella stagione 1991-1992 vince il campionato di Eccellenza, nel quale gioca 20 partite. Successivamente gioca per tre anni consecutivi con i laziali nel Campionato Nazionale Dilettanti: nella stagione 1992-1993 gioca 29 partite, nella 1993-1994 32 (con 2 gol segnati, i suoi unici in quattro campionati con i rossoblu) e nella stagione 1994-1995 (nella quale il suo club arriva anche alle semifinali della Coppa Italia Dilettanti, oltre a classificarsi al quinto posto in campionato) altre 23. Dopo 2 gol in 104 partite di campionato nell'arco di quattro anni, nel 1995 lascia il CivitaCastellana per andare a giocare all'Anagni: con i laziali gioca 24 partite nel Campionato Nazionale Dilettanti nel corso della stagione 1995-1996, che i biancorossi chiudono con un sesto posto in classifica.

### Nazionale
Esordisce in nazionale il 5 settembre 1990 in una partita amichevole persa per 1-0 sul campo della Grecia a Patrasso; successivamente disputa anche 2 partite nelle qualificazioni agli Europei del 1992, il 17 novembre 1990 contro la Francia (che si impone per 1-0 a Tirana) ed il 19 dicembre 1990 a Siviglia nella partita persa per 9-0 contro la Spagna.

## Palmarès

### Club

#### Competizioni nazionali
- Campionato albanese: 2

Dinamo Tirana: 1985-1986, 1989-1990
- Coppa d'Albania: 2

Dinamo Tirana: 1988-1989, 1989-1990
- Supercoppa d'Albania: 1

Dinamo Tirana: 1989

#### Competizioni regionali
- Eccellenza: 1

CivitaCastellana: 1991-1992